# Боспорські агони

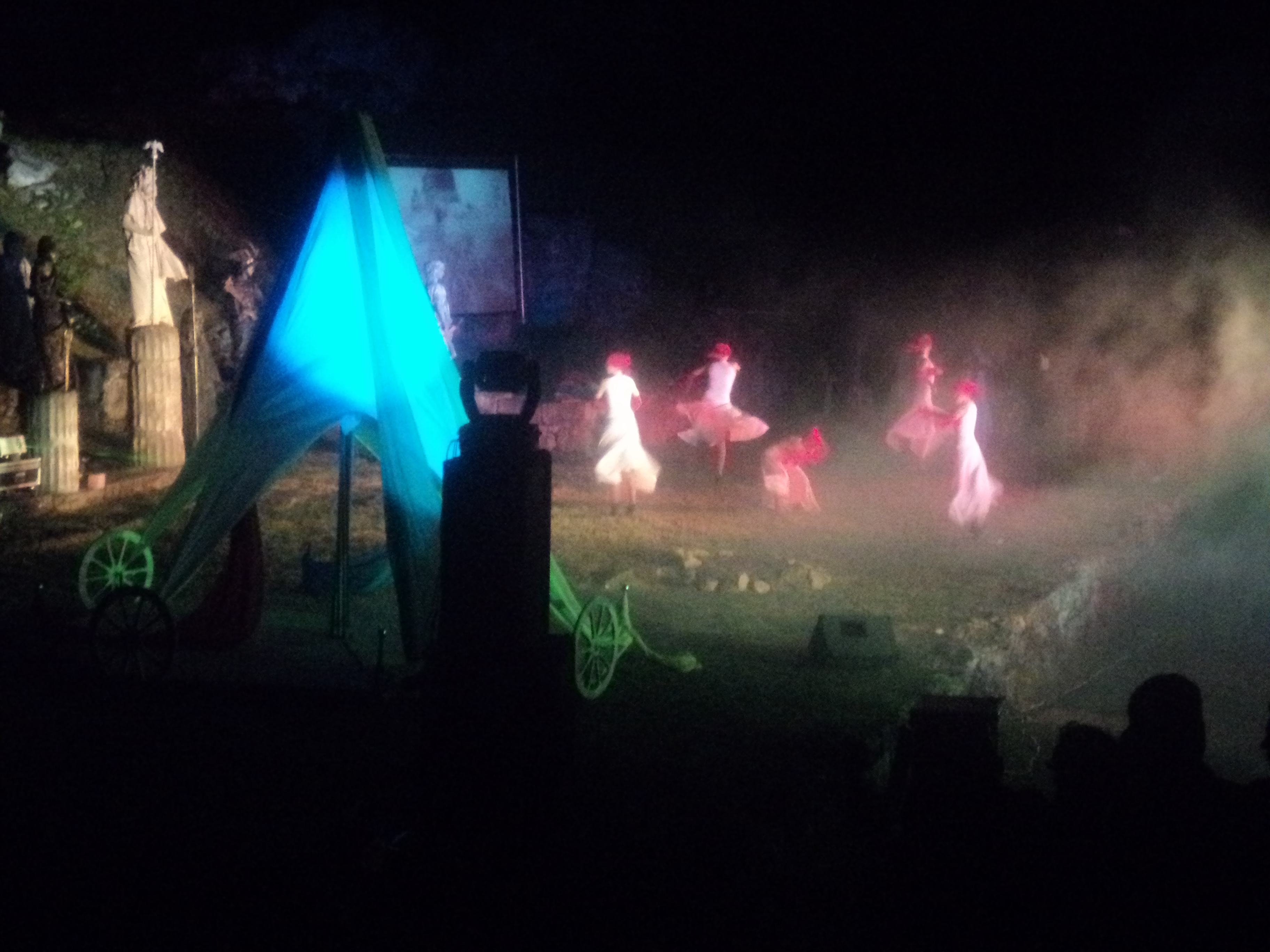
Відкриття XIV Боспорських агонів у Керчі. Червень 2012, руїни Пантікапею, Мітридат

Боспорські агони — міжнародний фестиваль античного мистецтва у Криму. Проводиться з 1999 року і охоплює широкий спектр жанрів, включаючи кіно, театр, літературу та візуальне мистецтво.
Боспорські агони започатковані у Керчі Керченським історико-культурним фондом «Боспор». З 2007 фестиваль проходив у різних містах Криму, а 2012 повернувся до Керчі.